# Cholestase
Cholestase is een aandoening waarbij gal niet vanaf de lever uitgescheiden kan worden in het duodenum. Hierdoor treedt galstuwing op. Er kunnen twee typen cholestase worden onderscheiden; extrahepatisch en intrahepatisch. Bij extrahepatische cholestase is er sprake van een obstructie in de galgangen, waardoor gal niet uit de lever of uit de galblaas kan vloeien. Deze obstructie kunnen galstenen zijn (in de meerderheid van de gevallen), maar bijvoorbeeld ook een tumor. Bij intrahepatische cholestase is er sprake van een verstoorde galverwerking, bijvoorbeeld door genetische afwijkingen, metabole of stapelingsziekte, of bijwerkingen van medicijnen.

## Oorzaken
Cholestase kent een uitgebreide differentiaaldiagnose, die ook afhankelijk is van de leeftijd van de patiënt. Enkele oorzaken zijn:
- Aangeboren afwijkingen van de galwegen, zoals galgangatresie
- Levertumor, galwegtumor of pancreastumor.
- Hepatitis
- Galstenen
- Zwangerschap
- Medicatie. Er zijn veel medicijnen die cholestase kunnen veroorzaken, enkele voorbeelden hiervan zijn: cyclosporine A, bosentan, anabole steroïden, anticonceptiva, antibiotica zoals erythromycine en nitrofurantoïne, statines en troglitazone (dit geneesmiddel werd reeds van de markt gehaald).
- Cystische fibrose (CF)
- Primair scleroserende cholangitis (PSC)
- Progressieve Familiaire Intrahepatische Cholestase (PFIC)
- Benigne Recidiverende Intrahepatische Cholestase (BRIC)

Wanneer cholestase optreedt bij een pasgeborene, is differentiaaldiagnose uitgebreider en omvat deze enkele aandoeningen die op korte termijn behandeld moeten worden. Cholestase is daarom altijd een reden om naar de kinderarts te verwijzen!

## Pathofysiologie
In de gezonde lever wordt gal geproduceerd. Dit gal wordt via canaliculi naar de galwegen afgevoerd en komt terecht in de galblaas, waar het opgeslagen wordt. Gal heeft als functie vetten uit de voeding te emulgeren, waardoor ze makkelijker door het lichaam opgenomen kunnen worden. Tijdens en na het eten van een maaltijd, trekt de galblaas samen en komt gal in de darmen terecht via de papil van Vater. 
Cholestase is het ophoping van gal (galstuwing) met daarbij schade aan de cellen van de galwegen en de lever. 

## Klachten
Cholestase kan diverse klachten geven, te weten:
- Jeuk (pruritus). Jeuk is het meest voorkomende symptoom van cholestase. Vaak voelt men de jeuk met name in de handpalmen.
- Geelzucht. Geelzucht komt met name voor in extrahepatische (obstructieve) cholestase, en minder in intrahepatische cholestase. Bij een metabole, infectieuze, medicamenteuze of genetische oorzaak is er vaker sprake van een grauwe kleur.
- Ontkleurde ontlasting. Dit symptoom duidt op extrahepatische cholestase.
- Donkere urine

## Zwangerschapscholestase
Zwangerschapscholestase is een intrahepatische cholestase tijdens de zwangerschap. Er wordt geschat dat 0,01 tot 1,5% van de zwangeren in het westen hiermee te maken krijgt. Meestal treedt het op in het derde trimester, maar het kan ook in het eerste of tweede trimester ontstaan. Zwangerschapscholestase kan, door de verhoogde concentratie galzuren in het bloed, ernstige gevolgen hebben voor de foetus. Om deze reden is tijdige diagnostiek en behandeling belangrijk.
1. ↑  Zwangerschapscholestase | Nederlands Tijdschrift voor Geneeskunde. www.ntvg.nl. Gearchiveerd op 29 november 2020. Geraadpleegd op 4 maart 2019.